# Believe Again
"Believe Again" is de tweede single van Delta Goodrems derde album Delta (2007). Het is een pianopopliedje geschreven door Stuart Crichton, Delta Goodrem, Brian McFadden and Tommy Lee James, en geproduceerd door Crichton and Marius de Vries.
De single, die op 8 december 2007 uitkwam, bevat verschillende exclusieve remixen en nog nooit eerder uitgebrachte B-kanten.

## Muziekvideo
Op 21 oktober 2007 berichtte de Sun-Herald dat Goodrem een video voor Believe Again had opgenomen in de week van 13 oktober en 20 oktober. De video was opgenomen in een pakhuis in Roseberry in Australië. Het is een duistere video geworden. Goodrem speelt enkele verschillende mystieke personages, waaronder een waternimf, een kristalbedekte godin in marineblauw satijn. Volgens de krant was het een van de duurste video's die de laatste jaren in Australië was gemaakt. In de video doet Goodrem luchtacrobatiek.

## Nummers
Cd-single
1. "Believe Again" (radio edit) — 4:12
2. "Fortune and Love" — 3:52
3. "Believe Again" (Tommy Trash remix) — 7:15
4. "Believe Again" (Electrodex remix) — 3:57
5. Behind the Scenes (video)

## Waardering en hitnoteringen
"Believe Again" werd op 12 november 2007 voor het eerst gedraaid op de radio. Het was die week het meest gespeelde nieuwe liedje in Australië. Delta Goodrems' vorige single "In This Life" bleef op 1 in de Australische Airplay Chart.
| Chart (2007)            | Hoogste positie |
| ----------------------- | --------------- |
| Australië Singles Chart | 2               |
| Wereld Top 100 Singles  | 56              |

## Officiële versies en remixes
- Albumversie - 5:46
- Radioversie - 4:12
- Videoversie - 4:06
- Tommy Trash remix - 7:15
- Tommy Trash remix (edit) - 3:45
- Electrodex remix - 3:57
- Richard Rich remix - 4:57
- MGoo's TrashyLovers Tribal Mix - 6:53